# Paralimnophila aurantionigra
Paralimnophila aurantionigra är en tvåvingeart som beskrevs av Alexander 1978. Paralimnophila aurantionigra ingår i släktet Paralimnophila och familjen småharkrankar. Inga underarter finns listade i Catalogue of Life.